# Église Saint-Brice de La Ferté-Chevresis
L'église Saint-Brice de La Ferté-Chevresis est une église située à La Ferté-Chevresis, en France.

## Localisation
L'église est située sur la commune de La Ferté-Chevresis, dans le département de l'Aisne.